# Sergio Vega (ciclista)
Sergio Vega Merodio (San Vicente de la Barquera, 24 de diciembre de 1995) es un ciclista español. Como amateur destacan sus victorias en el Campeonato de España Elite en ruta en 2018, la Vuelta a Castellón en 2016 y en la Vuelta a La Coruña en 2018.

## Palmarés
- Aún no ha conseguido ninguna victoria como profesional.